# Музичний образ
Музичний образ — це узагальнене відтворення засобами музичного мистецтва явищ дійсності та духовного світу людини.
Музичні образи складають зміст музичного твору і мають художньо-інтонаційну природу. Вони втілені в осмислених звучаннях (інтонаціях) і є результатом відображення естетичної оцінки дійсності у свідомості композитора і виконавця. Це відзеркалення в музиці явищ життя і духовного світу людини. У великих композиціях музичний образ діє як складна система, що розкриває зміст твору